# カーボベルデ人のディアスポラ
カーボベルデ人のディアスポラとは通時的、共時的双方のカーボベルデからの移民を示す。

## 概要
今日、より多くのカーボベルデ人がカーボベルデ自体の外で生活している。カーボベルデ系住民が最も多く暮らしている国家はアメリカ合衆国である。
19世紀に入ると、旱魃と飢饉が周期的に繰り返されるカーボベルデから、島外への移民が進んだ。カーボベルデ人は19世紀前半からアメリカ合衆国のマサチューセッツ州やロードアイランド州を始めとするニューイングランド地方に移住を進め（カーボベルデ系アメリカ人）、現在もアメリカ合衆国は世界最大のカーボベルデ人のディアスポラの地となっている。

## 著名なカーボベルデ系人
- レフト・アイ - TLCの歌手、ラッパー

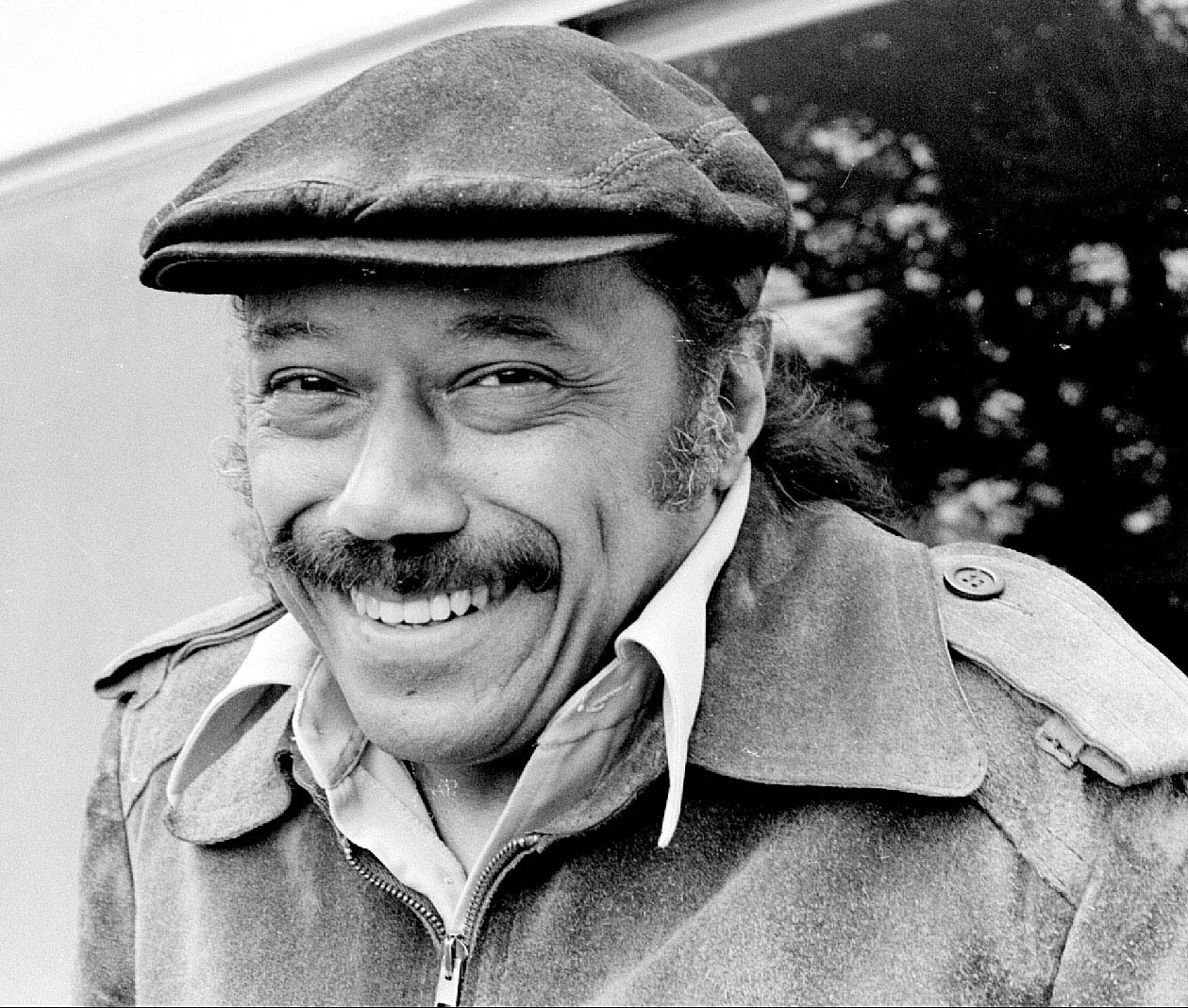
伝説的なジャズピアニスト、作曲家のホレス・シルヴァーはカーボベルデ系である

- ポール・ペナ - 歌手、ソングライター、ヒタリスト、ドキュメンタリー・Genghis Bluesの主題
- トニー・ゴンザレス - アトランタ・ファルコンズの選手
- ヘンリク・ラーション - 元セルティックFC、FCバルセロナ、マンチェスター・ユナイテッドFCのサッカー選手にして、現スウェーデンのヘルシンボリIF
- Dr. Azágua - 詩人、教育者、社会変革の代理人
- デイビー・ロープス - 元MLBの二塁手、マネージャー
- ピーター・ゴメス - アメリカの牧師、神学者
- ライアン・ゴメス - 元ボストン・セルティックスのバスケットボール選手、現ミネソタ・ティンバーウルブズ
- ホレス・シルヴァー - 伝説的なジャズピアニスト、作曲家
- ナニ - マンチェスター・ユナイテッドのウインガー
- マイケル・ビーチ - 俳優
- アンバー・ローズ - アメリカのモデル

## 目的地

### アフリカ
- カーボベルデ系アンゴラ人
- カーボベルデ系ガボン人
- カーボベルデ系ギニアビサウ人
- カーボベルデ系コートジボワール人
- カーボベルデ系モザンビーク人
- カーボベルデ系サントメ人
- カーボベルデ系セネガル人

### ヨーロッパ
- カーボベルデ系ベルギー人
- カーボベルデ系イギリス人
- オランダのカーボベルデ人
- カーボベルデ系フランス人
- カーボベルデ系ドイツ人
- イタリアのカーボベルデ人
- カーボベルデ系ルクセンブルク人
- カーボベルデ系ポルトガル人
- カーボベルデ系スペイン人
- カーボベルデ系スウェーデン人
- カーボベルデ系スイス人

### 北アメリカ
- カーボベルデ系アメリカ人
- カーボベルデ系カナダ人
- カーボベルデ系キューバ人

### 南アメリカ
- カーボベルデ系アルゼンチン人